# Svenska Trans Am-klubben
Svenska Trans Am-klubben eller Trans Am Club of Sweden, TACS är en ideell förening som bildades 1980. Klubbens målsättning är att upprätthålla och skapa intresse för bilmodellen Pontiac Firebird eller Pontiac Firebird Trans Am.